# 中华人民共和国国徽法
《中华人民共和国国徽法》是中华人民共和国全国人民代表大会常务委员会为了维护国徽的尊严，增强公民的国家观念，发扬爱国主义精神，并根据《中华人民共和国宪法》所制定的国家基本法律。

## 立法依据
在《中华人民共和国国徽法》制定之前，由当时的中国人民政治协商会议第一届全国委员会第二次会议根据代表所提出的中华人民共和国国徽图案及对该图案的说明，并经中央人民政府委员会第八次会议通过了《中央人民政府公布中华人民共和国国徽的命令》并自1950年9月20日起付诸实施（当时尚未制定《中华人民共和国宪法》，后于2008年1月15日通过国务院关于废止部分行政法规的决定（页面存档备份，存于）予以正式废止）。此后随着时代的发展及实行依法治国的战略，于1990年提出要正式制定《中华人民共和国国徽法》。
1990年12月20日，国务院法制局局长孙琬钟在第七届全国人民代表大会常务委员会第十七次会议上发布了关于《中华人民共和国国徽法（修改草案）》的说明，在说明中明确了正式设立《中华人民共和国国徽法》的必要性。

## 正式实施及相关内容
《中华人民共和国国徽法(草案)》于1991年3月2日的第七届全国人民代表大会常务委员会第十八次会议上通过，并经国家主席杨尚昆签署中华人民共和国主席令第41号正式公布，自1991年10月1日起开始施行。2009年8月27日，经第十一届全国人民代表大会常务委员会第十次会议对本法进行了修订。全文总计十五条，附有中华人民共和国国徽图案制作说明。
2020年10月17日，十三届全国人大常委会第二十二次会议對國徽法實施修訂，修訂後版本於2021年1月1日起施行。

### 在港澳地区的实施
1997年7月1日，全國人大常委會把《国徽法》纳入《香港特别行政区基本法》的附件三中。臨時立法会於同日制定了《国旗及国徽条例》，为《国徽法》在香港的本地立法。2020年10月17日全国人大常委会通过修订后的《国徽法》后，香港特區政府表示會對《國旗及國徽條例》作出適當修訂，以實施適用於香港特區的規定，履行憲制責任。2021年9月29日，香港立法会三读通过《2021年国旗及国徽（修订）条例草案》。
自《澳门特别行政区基本法》於1993年3月31日制定時，《国徽法》已經在其附件三中。澳门特别行政区立法会於1999年12月20日通過《第5/1999号法律》，为《国徽法》在澳门的本地立法。2020年10月23日，澳门特区政府行政法务司司长张永春在行政会新闻发布会上回应记者问题时表示，特区政府将启动修改国旗、国徽本地法律的工作。2021年7月27日，澳门特别行政区《修改第5/2019号行政法规〈关于使用国旗、国徽、区旗、区徽及奏唱国歌的具体规定〉》行政法规与《修改第5/1999号法律〈国旗、国徽及国歌的使用及保护〉》法律同时生效。